# Paolino Paperino e il mistero di Marte
Paolino Paperino e il mistero di Marte è una storia a fumetti scritta e disegnata da Federico Pedrocchi, pubblicata a puntate tra il dicembre 1937 e l'aprile 1938 sui primi 18 numeri di Paperino e altre avventure dall'Anonima Periodici Italiani. È la prima storia compiuta di un personaggio Disney realizzata in Italia, nonché uno dei più antichi e precoci esempi di un'avventura completa con protagonista il personaggio, proiettato dal contesto urbano o rurale delle strisce statunitensi in uno scenario fantascientifico. Precursori sono state solo le rare avventure disegnate da William A. Ward e pubblicate in Inghilterra dal maggio 1937 su Mickey Mouse Weekly.

## Trama
Accusato per equivoco di oltraggio a pubblico ufficiale, Paperino viene convinto con l'inganno da due sconosciuti - il dottor Kraus e Baus-Baus - a sfuggire alla giustizia imbarcandosi con loro su un razzo diretto sul pianeta Marte. A bordo, il papero trova il diario del tale capitano Bluff, senza poterlo leggere fino in fondo. Arrivati sul pianeta, Paperino viene mandato in avanscoperta, viene sequestrato da un gruppo di marziani, della tribù dei Pindo, e portato al cospetto del loro capo. Costui si rivela essere Bluff e racconta di essere stato incastrato nel 1895 da Kraus, che lo spedì su Marte con il «proiettile K 1» per scoprire il mistero di Marte, di cui gli rivelò una parte tramite il diario. Quando Bluff sta per svelarlo a Paperino, i Pindo vengono attaccati dalla rivale tribù dei Pondo, capeggiata da Kraus. Paperino tenta di aizzare invano i Pindo, con il risultato di essere scaraventato per accidente nella «stanza del Sole», che contiene il segreto del pianeta:
Grazie a questo potenziamento, Paperino sgomina Kraus, Baus-Baus e la loro tribù, distruggendo accidentalmente e contestualmente la stanza del Sole. Rientrati sulla Terra, Paperino consegna alla giustizia i due criminali, incassa «2000 lire» di taglia, che deve subito consegnare come pagamento della multa per l'iniziale oltraggio al poliziotto.

## Storia editoriale
Dopo la prima edizione in 18 puntate e una loro precoce raccolta nel n. 57 di Nel regno di Topolino nel 1938, la prima ristampa italiana risale al 1994, in occasione dei sessant'anni dalla creazione del protagonista; in contemporanea si è avuta la prima edizione statunitense su Donald Duck n. 286 (Gladstone).